# Voorhuid

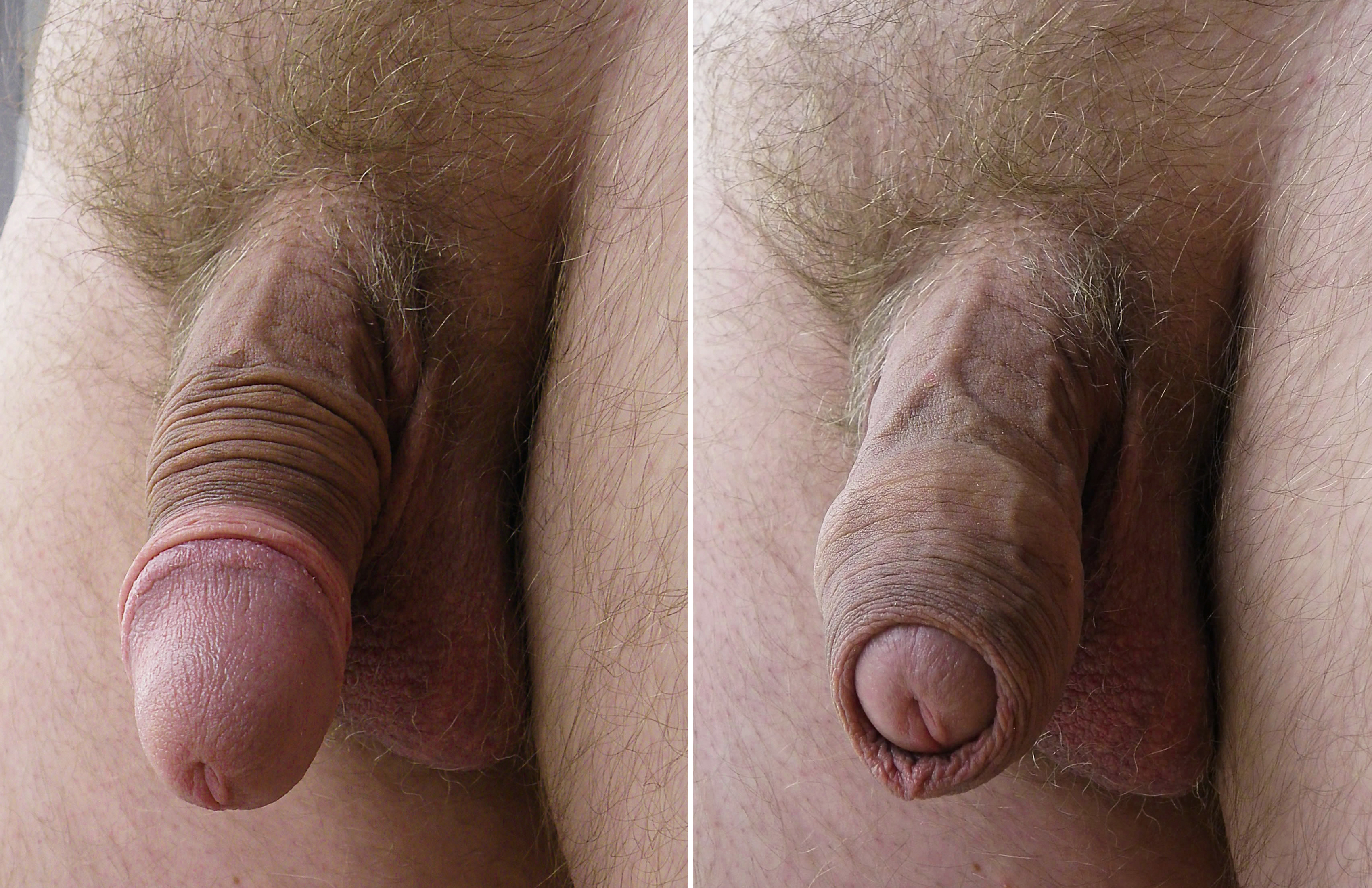
Voorhuid teruggeschoven en gedeeltelijk over de eikel

De voorhuid of het preputium is de voorste huidplooi op de penis die de eikel bedekt. Een korte voorhuid schuift soms vanzelf volledig terug wanneer de penis in erectie verkeert. Een langere voorhuid blijft de eikel ook in erectie bedekken. Het deel dat bij een lange voorhuid voor de eikel uitsteekt is het akroposthion. 
Bij een besnijdenis wordt gewoonlijk de voorhuid verwijderd en blijft de ontblote eikel over. Zonder de bescherming van de voorhuid kan de eikel wat minder gevoelig worden. 
Bij de geboorte van een menselijke baby is de voorhuid nog vergroeid met de eikel van de penis.  Naarmate het kind ouder wordt, wordt de voorhuid geleidelijk van de eikel gescheiden. Gemiddeld is de scheiding volledig rond het elfde levensjaar, maar het proces kan ook duren tot de late puberteit. Dan kan de voorhuid geheel over de rand van de eikel heen naar achteren geschoven worden. Zodra dit het geval is is het voor de hygiëne ook van belang om de eikel regelmatig bloot te leggen en te zorgen dat de huidplooi gereinigd wordt, anders kan een infectie ontstaan. Wanneer de ring niet voldoende groot wordt om de eikel bloot te leggen, kan het krijgen van een erectie pijnlijk zijn (fimosis). In zo'n geval wordt soms overgegaan tot een besnijdenis, ook niet-chirurgische behandelingen zijn mogelijk.
De clitoris van de vrouw heeft ook een voorhuid, de clitorishoed (praeputium clitoridis). Deze structuur is homoloog aan de voorhuid van de penis.